# ハル王子
ハル王子(ハルおうじ、英語: Prince Hal)はウィリアム・シェイクスピアのヘンリアドに登場するキャラクターとしての若き日のヘンリー5世を指す文芸批評用語である。ハル王子はイングランド王位の継承者であり、「ヘンリー」(Henry)という名からくるこのあだ名で王子を呼ぶのはほぼフォルスタッフのみである。主に『ヘンリー四世 第1部』及び『ヘンリー四世 第2部』の批評などでこのキャラクターに言及する際、「ハル王子」(Prince Hal)という名前が用いられる。
ハル王子は小物の犯罪者たちやのらくら者たちの社会を楽しむ気まぐれな若者として描かれており、これは歴史的に若き日のヘンリー王子のふるまいとされているものを誇張した描写である。ハルのキャラクターがシニカルなものなのか、真摯なものなのかという問いについては批評家による幅広い議論がある。

## 名前

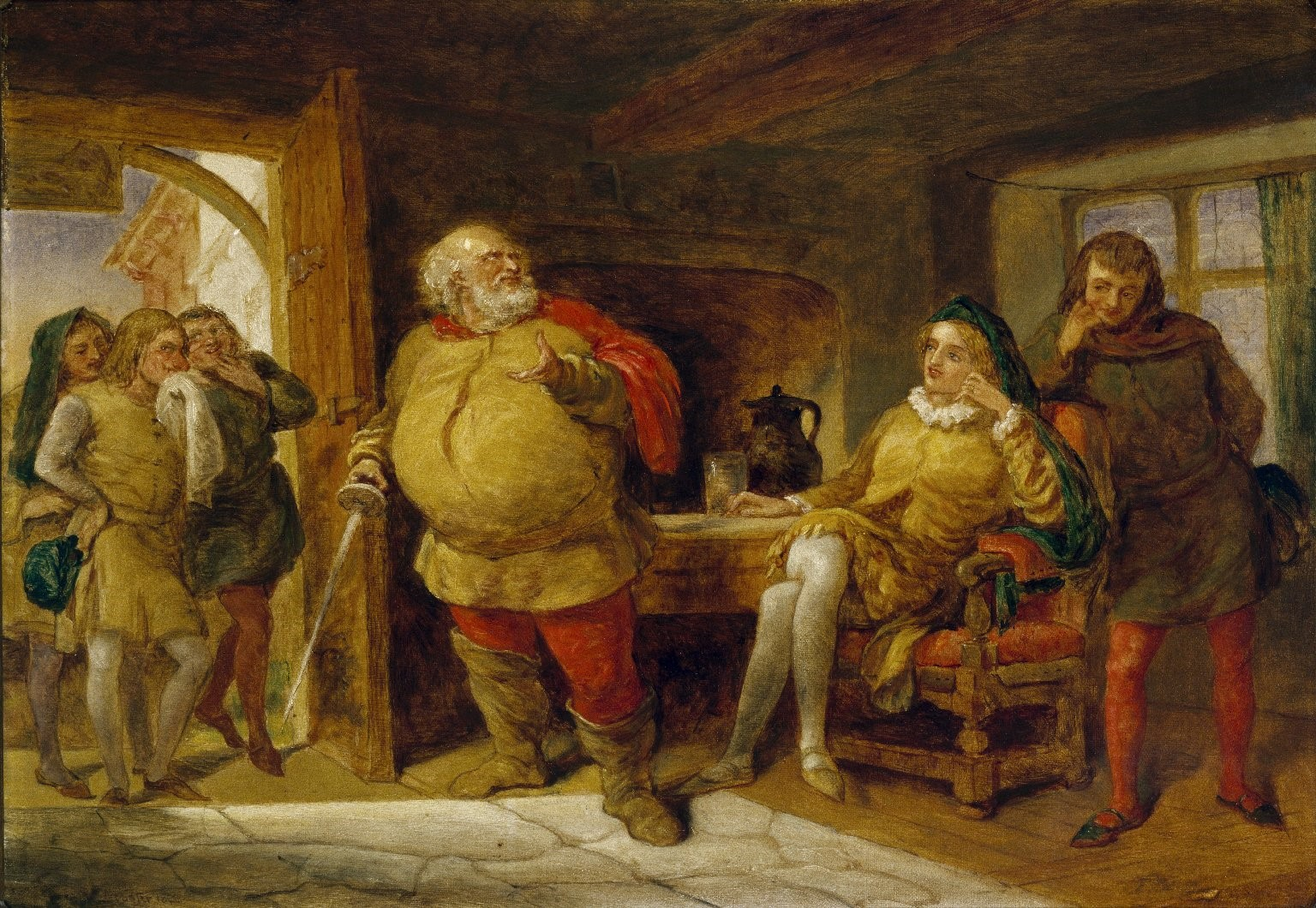
『ヘンリー四世 第1部』でフォルスタッフがほらをふく話を聞くハル

『ヘンリー四世』2部作では、くだけたあだ名の「ハル」(Hal)は王子だけに対してしか使われず、他の「ヘンリー」(Henry)という名前のキャラクター(ヘンリー4世、ノーサンバランド伯ヘンリー・パーシー、ホットスパーこと息子のヘンリー・パーシーなど)には使われていない。「ハル」という呼び方の他にもいくつか「ヘンリー」を指す呼び方がある。実際、王子は劇中で「ハル」(Hal)、「ハリー」(Harry)、「ハリー・モンマス」(Harry Monmouth)などいろいろな名称で呼ばれているが、「ヘンリー」(Henry)とは呼ばれていない。フォルスタッフとネッド・ポインズだけが王子を「ハル」と呼んでおり、ポインズは二度しかこの呼称を用いていない。フォルスタッフは40回ほどこの名前を使い、戴冠の際には「ハル王」(King Hal)とまで挨拶する。
『ヘンリー四世 第1部』では「ハリー」という名前はハリー・ホットスパーを呼ぶ際に最もよく用いられており、ホットスパーは劇中で王子を引き立てる役どころとなっている。王子自身はふつう、この2人が対比される際は「ハリー」と呼ばれている。『ヘンリー四世 第2部』では父王と比べられる際はそれほど「ハリー」が使われているわけではない。最後にハル王子が新しく即位した王の兄弟を殺すトルコの習慣に触れ、「ムラトがムラトを継いだのではなく、ハリーがハリーを継いだ」("not Amurath an Amurath succeeds,/But Harry Harry")ので自らの兄弟は心配する必要はないと述べる際に特徴的に用いられている。『ヘンリー五世』ではハルという呼称は用いられず、ハリーだけが使われている。公的な王の名前である「ヘンリー」はエピローグの「フランスとイングランドの/王として子どもの衣を着たまま戴冠したヘンリー6世」("Henry the Sixth, in infant bands crown'd King / Of France and England")という台詞で一度だけ用いられている。

## キャラクター

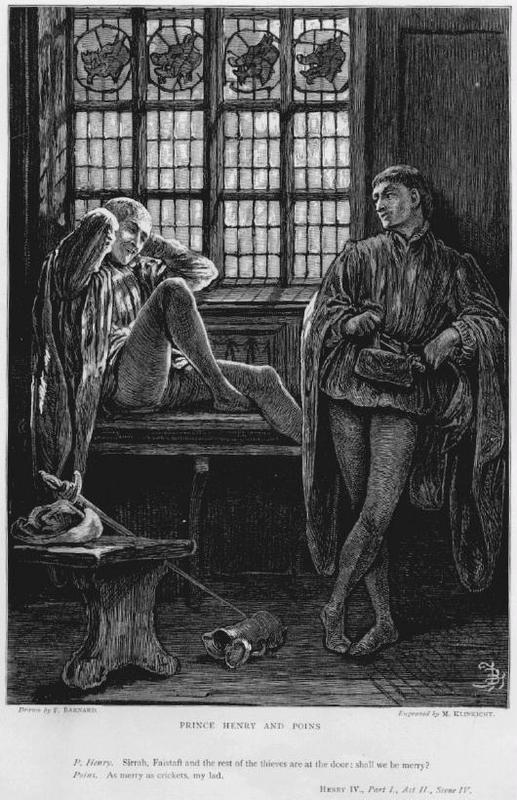
ハルとネッド・ポインズ

『ヘンリー四世』2部作におけるハル王子のキャラクターについては長きにわたる議論があり、とりわけハルの放縦で反抗的な振る舞いはどのくらい本気で行われたもので、どこまで計算づくなのかが焦点となっている。父との葛藤の最中にある息子としてのハルの描写はシェイクスピア以前からイングランドの大衆文化に流布していた物語に由来する。こうした物語はシェイクスピア以前に著者不明の芝居『ヘンリー五世の有名な勝利』(The Famous Victories of Henry V)でも描かれており、この芝居ではハルの犯罪的で放縦なふるまいは全て本気で行われたものとして描かれている。シェイクスピア劇においては、ハルは自覚的に気ままな暮らしを選んでおり、それは後で大きく変身することによって人々を驚かせ、感じ入らせるためだと独白で述べている。
『ヘンリー四世 第2部』ではウォリック伯がハルは人間の性質について学ぶためにいかがわしい者たちとつきあっているのだろうと示唆している。外国語を学ぶように「自らの仲間を研究」("studying his companions")しており、それには卑俗で侮辱的な言葉を学ぶことも含まれるが、結局そうした言葉は「知った後に嫌われる」("to be known and hated")ことになる。

## 材源
こうした物語はおそらく、ヘンリー四世が1411年に病気になり、若きヘンリー王子が枢密院の長として摂政をつとめた際、王子と父王の支持者同士が対立したことに由来する。王子はフランスと海戦するよう枢密院を説得しようとして王の意志に背いた後、父王によって枢密院から遠ざけられた。王子のかわりに弟のトマス・オブ・ランカスターがこの職務についた。この出来事は『ヘンリー四世 第1部』では、王が「お前は枢密院の席を無礼にも失った。/弟がかわりをする」("Thy place in council thou hast rudely lost. / Which by thy younger brother is supplied")と述べる台詞で言及されているが、これは政治的な意見の相違ではなくハル王子の「法外で低俗な欲」("inordinate and low desires")のせいだということになっている。
歴史上のヘンリー王子の放縦だったとされる若い頃の生活ぶりに関す物語は、本人の死後に弟であるグロスター公ハンフリー・オブ・ランカスターが編纂させた年代記に登場する。ハンフリー・オブ・ランカスターは兄王が治世の間いかに敬虔で禁欲的であったかを強調したいと考えていた。ティト・リヴィオ・フルロヴィシによる『ヘンリー五世の生涯』(Vita Henrici Quinti)では、「父王が生きている間はウェヌスとマールスの事績その他の若者の気晴らしにはげんでいた」と述べ、暴力や愛欲にふけっていたと示唆している。